# Torneos WTA Premier

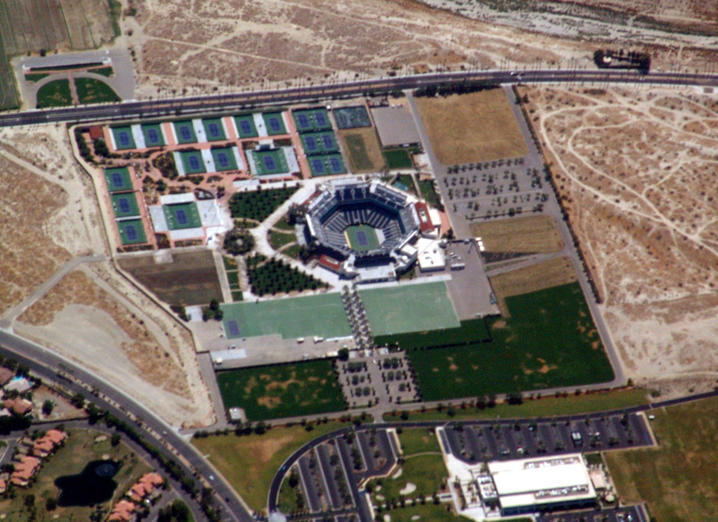
Indian Wells-Tennis Garden

Los Torneos WTA Premier fueron una serie de torneos de la WTA disputados entre 2009 y 2020. Se dividían en tres subcategorías:
- Cuatro torneos Premier Mandatory en Indian Wells, Miami, Madrid y Pekín.
- Cinco torneos Premier 5 en Dubái/Doha, Roma, Cincinnati, Toronto/Montreal y Wuhan.
- Doce torneos Premier.
- Al final de la temporada el WTA Finals.

A partir de 2021 los torneos Premier Mandatory y Premier 5 se fusionaron para empezar a llamarse WTA 1000, y los torneos Premier empezaron a llamarse WTA 500.

## Historia
Los Torneos WTA Premier se crearon en 2009 como resultado de la fusión de los WTA Tier I y los WTA Tier II.

## Eventos

### Sistema de puntuación
Puntos que otorga al ranking WTA cada uno de los torneos Premier de las diferentes subcategorías.
| Leyenda           | Campeona | Finalista | Semifinal | 1/4 final | 1/8 final | 1/16 final | 1/32 final | 1/64 final | Round Robin |
| ----------------- | -------- | --------- | --------- | --------- | --------- | ---------- | ---------- | ---------- | ----------- |
| WTA Finals        | +450     | +360      | +230/+70  | -         | -         | -          | -          | -          | +230/+70    |
| Premier Mandatory | 1000     | 650       | 390       | 215       | 120       | 65         | 35         | 10         | -           |
| Premier 5         | 900      | 585       | 350       | 190       | 105       | 60         | 1          | -          | -           |
| Premier           | 470      | 305       | 185       | 100       | 55        | 30         | 1          | -          | -           |

| Torneo           | Conocido como                        | País                   | Superficie        | Premio         | Última campeona   |
| Brisbane         | Brisbane International               | Australia              | Dura              | $1,500,000.00  | Karolína Plíšková |
| Adelaida         | Adelaide International               | Australia              | Dura              | $848,000.00    | Ashleigh Barty    |
| San Petersburgo  | St. Petersburg Ladies' Trophy        | Rusia                  | Dura (i)          | $848,000.00    | Kiki Bertens      |
| Dubái*           | Dubai Duty Free Tennis Championships | Emiratos Árabes Unidos | Dura              | $2,908,770.00  | Simona Halep      |
| Doha*            | Qatar Total Open                     | Catar                  | Dura              | $3,240,445.00  | Aryna Sabalenka   |
| Indian Wells     | BNP Paribas Open                     | Estados Unidos         | Dura              | $8,359,455.00  | Bianca Andreescu  |
| Miami            | Miami Open presented by Itaú         | Estados Unidos         | Dura              | $9,035,428.00  | Ashleigh Barty    |
| Charleston       | Volvo Car Open                       | Estados Unidos         | Tierra batida     | $823,000.00    | Madison Keys      |
| Stuttgart        | Porsche Tennis Grand Prix            | Alemania               | Tierra batida (i) | $886,077.00    | Petra Kvitová     |
| Madrid           | Mutua Madrid Open                    | España                 | Tierra batida     | €7,021,128.00  | Kiki Bertens      |
| Roma             | Internazionali BNL d'Italia          | Italia                 | Tierra batida     | €3,452,538.00  | Simona Halep      |
| Eastbourne       | Nature Valley International          | Reino Unido            | Hierba            | $998,712.00    | Karolína Plíšková |
| San José         | Mubadala Silicon Valley Classic      | Estados Unidos         | Dura              | $876,183.00    | Saisai Zheng      |
| Toronto/Montreal | Rogers Cup/Coupe Rogers              | Canadá                 | Dura              | $2,830,000.00  | Bianca Andreescu  |
| Cincinnati       | Western & Southern Open              | Estados Unidos         | Dura              | $2,944,486.00  | Victoria Azarenka |
| Zhengzhou        | ICBC Credit Card Zhengzhou Open      | China                  | Dura              | $1,000,000.00  | Karolína Plíšková |
| Osaka            | Toray Pan Pacific Open               | Japón                  | Dura              | $823,000.00    | Naomi Osaka       |
| Wuhan            | Wuhan Open                           | China                  | Dura              | $2,828,000.00  | Aryna Sabalenka   |
| Pekín            | China Open                           | China                  | Dura              | $8,285,274.00  | Naomi Osaka       |
| Moscú            | VTB Kremlin Cup                      | Rusia                  | Dura (i)          | $1,032,000.00  | Belinda Bencic    |
| Ostrava          | Ostrava Open                         | República Checa        | Dura (i)          | $528,500.00    | Aryna Sabalenka   |
| Finals           | WTA Finals                           | China                  | Dura (i)          | $14,000,000.00 | Ashleigh Barty    |

(*) Los torneos de Dubái y Doha alternaban sus categorías cada año.

## Resultados

### 2020
| Torneo                   | Campeona                                     | Finalista                                    | Marcador                                     |                                              |
| ------------------------ | -------------------------------------------- | -------------------------------------------- | -------------------------------------------- | -------------------------------------------- |
| Campeonato de Fin de Año |                                              |                                              |                                              |                                              |
| WTA Finals               | Suspendido debido a pandemia de coronavirus. | Suspendido debido a pandemia de coronavirus. | Suspendido debido a pandemia de coronavirus. | Suspendido debido a pandemia de coronavirus. |
| WTA Premier Mandatory    |                                              |                                              |                                              |                                              |
| Indian Wells             | Suspendido debido a pandemia de coronavirus. | Suspendido debido a pandemia de coronavirus. | Suspendido debido a pandemia de coronavirus. | Suspendido debido a pandemia de coronavirus. |
| Miami                    | Suspendido debido a pandemia de coronavirus. | Suspendido debido a pandemia de coronavirus. | Suspendido debido a pandemia de coronavirus. | Suspendido debido a pandemia de coronavirus. |
| Madrid                   | Suspendido debido a pandemia de coronavirus. | Suspendido debido a pandemia de coronavirus. | Suspendido debido a pandemia de coronavirus. | Suspendido debido a pandemia de coronavirus. |
| Pekín                    | Suspendido debido a pandemia de coronavirus. | Suspendido debido a pandemia de coronavirus. | Suspendido debido a pandemia de coronavirus. | Suspendido debido a pandemia de coronavirus. |
| WTA Premier 5            |                                              |                                              |                                              |                                              |
| Doha                     | Aryna Sabalenka                              | Petra Kvitová                                | 6-3, 6-3                                     |                                              |
| Roma                     | Simona Halep                                 | Karolína Plíšková                            | 6-0, 2-1, ret.                               |                                              |
| Canadá (Montreal)        | Suspendido debido a pandemia de coronavirus. | Suspendido debido a pandemia de coronavirus. | Suspendido debido a pandemia de coronavirus. | Suspendido debido a pandemia de coronavirus. |
| Cincinnati               | Victoria Azarenka                            | Naomi Osaka                                  | w/o                                          |                                              |
| Wuhan                    | Suspendido debido a pandemia de coronavirus. | Suspendido debido a pandemia de coronavirus. | Suspendido debido a pandemia de coronavirus. | Suspendido debido a pandemia de coronavirus. |
| WTA Premier              |                                              |                                              |                                              |                                              |
| Brisbane                 | Karolína Plíšková                            | Madison Keys                                 | 6-4, 4-6, 7-5                                |                                              |
| Adelaida                 | Ashleigh Barty                               | Dayana Yastremska                            | 6-2, 7-5                                     |                                              |
| San Petersburgo          | Kiki Bertens                                 | Elena Rybakina                               | 6-1, 6-3                                     |                                              |
| Dubái                    | Simona Halep                                 | Elena Rybakina                               | 3-6, 6-3, 7-6(5)                             |                                              |
| Charleston               | Suspendido debido a pandemia de coronavirus. | Suspendido debido a pandemia de coronavirus. | Suspendido debido a pandemia de coronavirus. | Suspendido debido a pandemia de coronavirus. |
| Stuttgart                | Suspendido debido a pandemia de coronavirus. | Suspendido debido a pandemia de coronavirus. | Suspendido debido a pandemia de coronavirus. | Suspendido debido a pandemia de coronavirus. |
| Berlín                   | Suspendido debido a pandemia de coronavirus. | Suspendido debido a pandemia de coronavirus. | Suspendido debido a pandemia de coronavirus. | Suspendido debido a pandemia de coronavirus. |
| Eastbourne               | Suspendido debido a pandemia de coronavirus. | Suspendido debido a pandemia de coronavirus. | Suspendido debido a pandemia de coronavirus. | Suspendido debido a pandemia de coronavirus. |
| San José                 | Suspendido debido a pandemia de coronavirus. | Suspendido debido a pandemia de coronavirus. | Suspendido debido a pandemia de coronavirus. | Suspendido debido a pandemia de coronavirus. |
| Zhengzhou                | Suspendido debido a pandemia de coronavirus. | Suspendido debido a pandemia de coronavirus. | Suspendido debido a pandemia de coronavirus. | Suspendido debido a pandemia de coronavirus. |
| Osaka                    | Suspendido debido a pandemia de coronavirus. | Suspendido debido a pandemia de coronavirus. | Suspendido debido a pandemia de coronavirus. | Suspendido debido a pandemia de coronavirus. |
| Moscú                    | Suspendido debido a pandemia de coronavirus. | Suspendido debido a pandemia de coronavirus. | Suspendido debido a pandemia de coronavirus. | Suspendido debido a pandemia de coronavirus. |
| Ostrava                  | Aryna Sabalenka                              | Victoria Azarenka                            | 6-2, 6-2                                     |                                              |

### 2019
| Torneo                   | Campeona          | Finalista                | Marcador         |
| ------------------------ | ----------------- | ------------------------ | ---------------- |
| Campeonato de Fin de Año |                   |                          |                  |
| WTA Finals               | Ashleigh Barty    | Elina Svitolina          | 6-4, 6-3         |
| WTA Premier Mandatory    |                   |                          |                  |
| Indian Wells             | Bianca Andreescu  | Angelique Kerber         | 6-4, 3-6, 6-4    |
| Miami                    | Ashleigh Barty    | Karolína Plíšková        | 7-6(1), 6-3      |
| Madrid                   | Kiki Bertens      | Simona Halep             | 6-4, 6-4         |
| Pekín                    | Naomi Osaka       | Ashleigh Barty           | 3-6, 6-3, 6-2    |
| WTA Premier 5            |                   |                          |                  |
| Dubái                    | Belinda Bencic    | Petra Kvitová            | 6-3, 1-6, 6-2    |
| Roma                     | Karolína Plíšková | Johanna Konta            | 6-3, 6-4         |
| Canadá (Toronto)         | Bianca Andreescu  | Serena Williams          | 3-1, ret.        |
| Cincinnati               | Madison Keys      | Svetlana Kuznetsova      | 7-5, 7-6(5)      |
| Wuhan                    | Aryna Sabalenka   | Alison Riske             | 6-3, 3-6, 6-1    |
| WTA Premier              |                   |                          |                  |
| Brisbane                 | Karolína Plíšková | Lesia Tsurenko           | 4-6, 7-5, 6-2    |
| Sídney                   | Petra Kvitová     | Ashleigh Barty           | 1-6, 7-5, 7-6(3) |
| San Petersburgo          | Kiki Bertens      | Donna Vekić              | 7-6(2), 6-4      |
| Doha                     | Elise Mertens     | Simona Halep             | 3-6, 6-4, 6-3    |
| Charleston               | Madison Keys      | Caroline Wozniacki       | 7-6(5), 6-3      |
| Stuttgart                | Petra Kvitová     | Anett Kontaveit          | 6-3, 7-6(2)      |
| Birmingham               | Ashleigh Barty    | Julia Goerges            | 6-3, 7-5         |
| Eastbourne               | Karolína Plíšková | Angelique Kerber         | 6-1, 6-4         |
| San José                 | Saisai Zheng      | Aryna Sabalenka          | 6-3, 7-6(3)      |
| Zhengzhou                | Karolína Plíšková | Petra Martić             | 6-3, 6-2         |
| Osaka                    | Naomi Osaka       | Anastasia Pavlyuchenkova | 6-2, 6-3         |
| Moscú                    | Belinda Bencic    | Anastasia Pavlyuchenkova | 3-6, 6-1, 6-1    |

### 2018
| Torneo                   | Campeona           | Finalista             | Marcador         |
| ------------------------ | ------------------ | --------------------- | ---------------- |
| Campeonato de Fin de Año |                    |                       |                  |
| WTA Finals               | Elina Svitolina    | Sloane Stephens       | 3-6, 6-2, 6-2    |
| WTA Premier Mandatory    |                    |                       |                  |
| Indian Wells             | Naomi Osaka        | Daria Kasátkina       | 6-3, 6-2         |
| Miami                    | Sloane Stephens    | Jeļena Ostapenko      | 7-6(5), 6-1      |
| Madrid                   | Petra Kvitová      | Kiki Bertens          | 7-6(6), 4-6, 6-3 |
| Pekín                    | Caroline Wozniacki | Anastasija Sevastova  | 6-3, 6-3         |
| WTA Premier 5            |                    |                       |                  |
| Doha                     | Petra Kvitová      | Garbiñe Muguruza      | 3-6, 6-3, 6-4    |
| Roma                     | Elina Svitolina    | Simona Halep          | 6-0, 6-4         |
| Canadá (Montreal)        | Simona Halep       | Sloane Stephens       | 7-6(6), 3-6, 6-4 |
| Cincinnati               | Kiki Bertens       | Simona Halep          | 2-6, 7-6(6), 6-2 |
| Wuhan                    | Aryna Sabalenka    | Anett Kontaveit       | 6-3, 6-3         |
| WTA Premier              |                    |                       |                  |
| Brisbane                 | Elina Svitolina    | Aliaksandra Sasnovich | 6-2, 6-1         |
| Sídney                   | Angelique Kerber   | Ashleigh Barty        | 6-4, 6-4         |
| San Petersburgo          | Petra Kvitová      | Kristina Mladenovic   | 6-1, 6-2         |
| Dubái                    | Elina Svitolina    | Daria Kasátkina       | 6-4, 6-0         |
| Charleston               | Kiki Bertens       | Julia Goerges         | 6-2, 6-1         |
| Stuttgart                | Karolína Plíšková  | Coco Vandeweghe       | 7-6(2), 6-4      |
| Birmingham               | Petra Kvitová      | Magdaléna Rybáriková  | 4-6, 6-1, 6-2    |
| Eastbourne               | Caroline Wozniacki | Aryna Sabalenka       | 7-5, 7-6(5)      |
| San José                 | Mihaela Buzărnescu | Maria Sakkari         | 6-1, 6-0         |
| New Haven                | Aryna Sabalenka    | Carla Suárez          | 6-1, 6-4         |
| Tokio                    | Karolína Plíšková  | Naomi Osaka           | 6-4, 6-4         |
| Moscú                    | Daria Kasátkina    | Ons Jabeur            | 2-6, 7-6(3), 6-4 |

### 2017
| Torneo                   | Campeona            | Finalista                | Marcador            |
| ------------------------ | ------------------- | ------------------------ | ------------------- |
| Campeonato de Fin de Año |                     |                          |                     |
| WTA Finals               | Caroline Wozniacki  | Venus Williams           | 6-4, 6-4            |
| WTA Premier Mandatory    |                     |                          |                     |
| Indian Wells             | Elena Vesnina       | Svetlana Kuznetsova      | 6-7(6), 7-5, 6-4    |
| Miami                    | Johanna Konta       | Caroline Wozniacki       | 6-4, 6-3            |
| Madrid                   | Simona Halep        | Kristina Mladenovic      | 7-5, 6-7(5), 6-2    |
| Pekín                    | Caroline Garcia     | Simona Halep             | 6-4, 7-6(3)         |
| WTA Premier 5            |                     |                          |                     |
| Dubái                    | Elina Svitolina     | Caroline Wozniacki       | 6-4, 6-2            |
| Roma                     | Elina Svitolina     | Simona Halep             | 4-6, 7-5, 6-1       |
| Canadá (Toronto)         | Elina Svitolina     | Caroline Wozniacki       | 6-4, 6-0            |
| Cincinnati               | Garbiñe Muguruza    | Simona Halep             | 6-1, 6-0            |
| Wuhan                    | Caroline Garcia     | Ashleigh Barty           | 6-7(3), 7-6(4), 6-2 |
| WTA Premier              |                     |                          |                     |
| Brisbane                 | Karolína Plíšková   | Alizé Cornet             | 6-0, 6-3            |
| Sídney                   | Johanna Konta       | Agnieszka Radwańska      | 6-4, 6-2            |
| San Petersburgo          | Kristina Mladenovic | Yulia Putintseva         | 6-2, 6-7(3), 6-4    |
| Doha                     | Karolína Plíšková   | Caroline Wozniacki       | 6-3, 6-4            |
| Charleston               | Daria Kasátkina     | Jeļena Ostapenko         | 6-3, 6-1            |
| Stuttgart                | Laura Siegemund     | Kristina Mladenovic      | 6-1, 2-6, 7-6(5)    |
| Birmingham               | Petra Kvitová       | Ashleigh Barty           | 4-6, 6-3, 6-2       |
| Eastbourne               | Karolína Plíšková   | Caroline Wozniacki       | 6-4, 6-4            |
| Stanford                 | Madison Keys        | Coco Vandeweghe          | 7-6(4), 6-4         |
| New Haven                | Daria Gavrilova     | Dominika Cibulková       | 4-6, 6-3, 6-4       |
| Tokio                    | Caroline Wozniacki  | Anastasia Pavlyuchenkova | 6-0, 7-5            |
| Moscú                    | Julia Goerges       | Daria Kasátkina          | 6-1, 6-2            |

### 2016
| Torneo                   | Campeona            | Finalista           | Marcador      |
| ------------------------ | ------------------- | ------------------- | ------------- |
| Campeonato de Fin de Año |                     |                     |               |
| WTA Finals               | Dominika Cibulková  | Angelique Kerber    | 6-3, 6-4      |
| WTA Premier Mandatory    |                     |                     |               |
| Indian Wells             | Victoria Azarenka   | Serena Williams     | 6-4, 6-4      |
| Miami                    | Victoria Azarenka   | Svetlana Kuznetsova | 6-3, 6-2      |
| Madrid                   | Simona Halep        | Dominika Cibulková  | 6-2, 6-4      |
| Pekín                    | Agnieszka Radwańska | Johanna Konta       | 6-4, 6-2      |
| WTA Premier 5            |                     |                     |               |
| Doha                     | Carla Suárez        | Jeļena Ostapenko    | 1-6, 6-4, 6-4 |
| Roma                     | Serena Williams     | Madison Keys        | 7-6(5), 6-3   |
| Canadá (Montreal)        | Simona Halep        | Madison Keys        | 7-6(2), 6-3   |
| Cincinnati               | Karolína Plíšková   | Angelique Kerber    | 6-3, 6-1      |
| Wuhan                    | Petra Kvitová       | Dominika Cibulková  | 6-1, 6-1      |
| WTA Premier              |                     |                     |               |
| Brisbane                 | Victoria Azarenka   | Angelique Kerber    | 6-3, 6-1      |
| Sídney                   | Svetlana Kuznetsova | Mónica Puig         | 6-0, 6-2      |
| San Petersburgo          | Roberta Vinci       | Belinda Bencic      | 6-4, 6-3      |
| Dubái                    | Sara Errani         | Barbora Strýcová    | 6-0, 6-2      |
| Charleston               | Sloane Stephens     | Elena Vesnina       | 7-6(4), 6-2   |
| Stuttgart                | Angelique Kerber    | Laura Siegemund     | 6-4, 6-0      |
| Birmingham               | Madison Keys        | Barbora Strýcová    | 6-3, 6-4      |
| Eastbourne               | Dominika Cibulková  | Karolína Plíšková   | 7-5, 6-3      |
| Stanford                 | Johanna Konta       | Venus Williams      | 7-5, 5-7, 6-2 |
| New Haven                | Agnieszka Radwańska | Elina Svitolina     | 6-1, 7-6(3)   |
| Tokio                    | Caroline Wozniacki  | Naomi Osaka         | 7-5, 6-3      |
| Moscú                    | Svetlana Kuznetsova | Daria Gavrilova     | 6-2, 6-1      |

### 2015
| Torneo                   | Campeona            | Finalista                | Marcador                  |
| ------------------------ | ------------------- | ------------------------ | ------------------------- |
| Campeonato de Fin de Año |                     |                          |                           |
| WTA Finals               | Agnieszka Radwańska | Petra Kvitová            | 6-2, 4-6, 6-3             |
| WTA Premier Mandatory    |                     |                          |                           |
| Indian Wells             | Simona Halep        | Jelena Janković          | 2-6, 7-5, 6-4             |
| Miami                    | Serena Williams     | Carla Suárez             | 6-2, 6-0                  |
| Madrid                   | Petra Kvitová       | Svetlana Kuznetsova      | 6-1, 6-2                  |
| Pekín                    | Garbiñe Muguruza    | Timea Bacsinszky         | 7-5, 6-4                  |
| WTA Premier 5            |                     |                          |                           |
| Dubái                    | Simona Halep        | Karolína Plíšková        | 6-4, 7-6(4)               |
| Roma                     | María Sharápova     | Carla Suárez             | 4-6, 7-5, 6-1             |
| Canadá (Toronto)         | Belinda Bencic      | Simona Halep             | 7-6(5), 6-7(4), 3-0, ret. |
| Cincinnati               | Serena Williams     | Simona Halep             | 6-3, 7-6(5)               |
| Wuhan                    | Venus Williams      | Garbiñe Muguruza         | 6-3, 3-0, ret.            |
| WTA Premier              |                     |                          |                           |
| Brisbane                 | María Sharápova     | Ana Ivanović             | 6-7(4), 6-3, 6-3          |
| Sídney                   | Petra Kvitová       | Karolína Plíšková        | 7-6(5), 7-6(6)            |
| Amberes                  | Andrea Petković     | Carla Suárez             | w/o                       |
| Doha                     | Lucie Šafářová      | Victoria Azarenka        | 6-4, 6-3                  |
| Charleston               | Angelique Kerber    | Madison Keys             | 6-2, 4-6, 7-5             |
| Stuttgart                | Angelique Kerber    | Caroline Wozniacki       | 3-6, 6-1, 7-5             |
| Birmingham               | Angelique Kerber    | Karolína Plíšková        | 6-7(5), 6-3, 7-6(4)       |
| Eastbourne               | Belinda Bencic      | Agnieszka Radwańska      | 6-4, 4-6, 6-0             |
| Stanford                 | Angelique Kerber    | Karolína Plíšková        | 6-3, 5-7, 6-4             |
| New Haven                | Petra Kvitová       | Lucie Šafářová           | 6-7(6), 6-2, 6-2          |
| Tokio                    | Agnieszka Radwańska | Belinda Bencic           | 6-2, 6-2                  |
| Moscú                    | Svetlana Kuznetsova | Anastasia Pavlyuchenkova | 6-2, 6-1                  |

### 2014
| Torneo                   | Campeona                 | Finalista                  | Marcador      |
| ------------------------ | ------------------------ | -------------------------- | ------------- |
| Campeonato de Fin de Año |                          |                            |               |
| WTA Tour Championships   | Serena Williams          | Simona Halep               | 6-3, 6-0      |
| WTA Premier Mandatory    |                          |                            |               |
| Indian Wells             | Flavia Pennetta          | Agnieszka Radwańska        | 6-2, 6-1      |
| Miami                    | Serena Williams          | Na Li                      | 7-5, 6-1      |
| Madrid                   | María Sharápova          | Simona Halep               | 1-6, 6-2, 6-3 |
| Pekín                    | María Sharápova          | Petra Kvitová              | 6-4, 2-6, 6-3 |
| WTA Premier 5            |                          |                            |               |
| Doha                     | Simona Halep             | Angelique Kerber           | 6-2, 6-3      |
| Roma                     | Serena Williams          | Sara Errani                | 6-3, 6-0      |
| Canadá (Montreal)        | Agnieszka Radwańska      | Venus Williams             | 6-4, 6-2      |
| Cincinnati               | Serena Williams          | Ana Ivanović               | 6-4, 6-1      |
| Wuhan                    | Petra Kvitová            | Eugénie Bouchard           | 6-3, 6-4      |
| WTA Premier              |                          |                            |               |
| Brisbane                 | Serena Williams          | Victoria Azarenka          | 6-4, 7-5      |
| Sídney                   | Tsvetana Pironkova       | Angelique Kerber           | 6-4, 6-4      |
| París                    | Anastasia Pavlyuchenkova | Sara Errani                | 3-6, 6-2, 6-3 |
| Dubái                    | Venus Williams           | Alizé Cornet               | 6-3, 6-0      |
| Charleston               | Andrea Petković          | Jana Čepelová              | 7-5, 6-2      |
| Stuttgart                | María Sharápova          | Ana Ivanović               | 3-6, 6-4, 6-1 |
| Birmingham               | Ana Ivanović             | Barbora Záhlavová-Strýcová | 6-3, 6-2      |
| Eastbourne               | Madison Keys             | Angelique Kerber           | 6-3, 3-6, 7-5 |
| Stanford                 | Serena Williams          | Angelique Kerber           | 7-6(1), 6-3   |
| New Haven                | Petra Kvitová            | Magdaléna Rybáriková       | 6-4, 6-2      |
| Tokio                    | Ana Ivanović             | Caroline Wozniacki         | 6-2, 7-6(2)   |
| Moscú                    | Anastasia Pavlyuchenkova | Irina-Camelia Begu         | 6-4, 5-7, 6-1 |

### 2013
| Torneo                   | Campeona            | Finalista                | Marcador         |
| ------------------------ | ------------------- | ------------------------ | ---------------- |
| Campeonato de Fin de Año |                     |                          |                  |
| WTA Tour Championships   | Serena Williams     | Na Li                    | 2-6, 6-3, 6-0    |
| WTA Premier Mandatory    |                     |                          |                  |
| Indian Wells             | María Sharápova     | Caroline Wozniacki       | 6-2, 6-2         |
| Miami                    | Serena Williams     | María Sharápova          | 4-6, 6-3, 6-0    |
| Madrid                   | Serena Williams     | María Sharápova          | 6-1, 6-4         |
| Pekín                    | Serena Williams     | Jelena Janković          | 6-2, 6-2         |
| WTA Premier 5            |                     |                          |                  |
| Doha                     | Victoria Azarenka   | Serena Williams          | 7-6(6), 2-6, 6-3 |
| Roma                     | Serena Williams     | Victoria Azarenka        | 6-1, 6-3         |
| Canadá (Toronto)         | Serena Williams     | Sorana Cîrstea           | 6-2, 6-0         |
| Cincinnati               | Victoria Azarenka   | Serena Williams          | 2-6, 6-2, 7-6(6) |
| Tokio                    | Petra Kvitová       | Angelique Kerber         | 6-2, 0-6, 6-3    |
| WTA Premier              |                     |                          |                  |
| Brisbane                 | Serena Williams     | Anastasia Pavlyuchenkova | 6-2, 6-1         |
| Sídney                   | Agnieszka Radwańska | Dominika Cibulková       | 6-0, 6-0         |
| París                    | Mona Barthel        | Sara Errani              | 7-5, 7-6(4)      |
| Dubái                    | Petra Kvitová       | Sara Errani              | 6-2, 1-6, 6-1    |
| Charleston               | Serena Williams     | Jelena Janković          | 3-6, 6-0, 6-2    |
| Stuttgart                | María Sharápova     | Na Li                    | 6-4, 6-3         |
| Bruselas                 | Kaia Kanepi         | Shuai Peng               | 6-2, 7-5         |
| Eastbourne               | Elena Vesnina       | Jamie Hampton            | 6-2, 6-1         |
| Stanford                 | Dominika Cibulková  | Agnieszka Radwańska      | 3-6, 6-4, 6-4    |
| San Diego                | Samantha Stosur     | Victoria Azarenka        | 6-2, 6-3         |
| New Haven                | Simona Halep        | Petra Kvitová            | 6-2, 6-2         |
| Moscú                    | Simona Halep        | Samantha Stosur          | 7-6(1), 6-2      |

### 2012
| Torneo                   | Campeona            | Finalista           | Marcador         |
| ------------------------ | ------------------- | ------------------- | ---------------- |
| Campeonato de Fin de Año |                     |                     |                  |
| WTA Tour Championships   | Serena Williams     | María Sharápova     | 6-4, 6-3         |
| WTA Premier Mandatory    |                     |                     |                  |
| Indian Wells             | Victoria Azarenka   | María Sharápova     | 6-2, 6-3         |
| Miami                    | Agnieszka Radwańska | María Sharápova     | 7-5, 6-4         |
| Madrid                   | Serena Williams     | Victoria Azarenka   | 6-1, 6-3         |
| Pekín                    | Victoria Azarenka   | María Sharápova     | 6-3, 6-1         |
| WTA Premier 5            |                     |                     |                  |
| Doha                     | Victoria Azarenka   | Samantha Stosur     | 6-1, 6-2         |
| Roma                     | María Sharápova     | Na Li               | 4-6, 6-4, 7-6(5) |
| Canadá (Montreal)        | Petra Kvitová       | Na Li               | 7-5, 2-6, 6-3    |
| Cincinnati               | Na Li               | Angelique Kerber    | 1-6, 6-3, 6-1    |
| Tokio                    | Nadia Petrova       | Agnieszka Radwańska | 6-0, 1-6, 6-3    |
| WTA Premier              |                     |                     |                  |
| Brisbane                 | Kaia Kanepi         | Daniela Hantuchová  | 6-2, 6-1         |
| Sídney                   | Victoria Azarenka   | Na Li               | 6-2, 1-6, 6-3    |
| París                    | Angelique Kerber    | Marion Bartoli      | 7-6(3), 5-7, 6-3 |
| Dubái                    | Agnieszka Radwańska | Julia Goerges       | 7-5, 6-4         |
| Charleston               | Serena Williams     | Lucie Šafářová      | 6-0, 6-1         |
| Stuttgart                | María Sharápova     | Victoria Azarenka   | 6-1, 6-4         |
| Bruselas                 | Agnieszka Radwańska | Simona Halep        | 7-5, 6-0         |
| Eastbourne               | Tamira Paszek       | Angelique Kerber    | 5-7, 6-3, 7-5    |
| Stanford                 | Serena Williams     | Coco Vandeweghe     | 7-5, 6-3         |
| San Diego                | Dominika Cibulková  | Marion Bartoli      | 6-1, 7-5         |
| New Haven                | Petra Kvitová       | María Kirilenko     | 7-6(9), 7-5      |
| Moscú                    | Caroline Wozniacki  | Samantha Stosur     | 6-2, 4-6, 7-5    |

### 2011
| Torneo                   | Campeona            | Finalista           | Marcador         |
| ------------------------ | ------------------- | ------------------- | ---------------- |
| Campeonato de Fin de Año |                     |                     |                  |
| WTA Tour Championships   | Petra Kvitová       | Victoria Azarenka   | 7-5, 4-6, 6-3    |
| WTA Premier Mandatory    |                     |                     |                  |
| Indian Wells             | Caroline Wozniacki  | Marion Bartoli      | 6-1, 2-6, 6-3    |
| Miami                    | Victoria Azarenka   | María Sharápova     | 6-1, 6-4         |
| Madrid                   | Petra Kvitová       | Victoria Azarenka   | 7-6(3), 6-4      |
| Pekín                    | Agnieszka Radwańska | Andrea Petković     | 7-5, 0-6, 6-4    |
| WTA Premier 5            |                     |                     |                  |
| Dubái                    | Caroline Wozniacki  | Svetlana Kuznetsova | 6-1, 6-3         |
| Roma                     | María Sharápova     | Samantha Stosur     | 6-2, 6-4         |
| Canadá (Toronto)         | Serena Williams     | Samantha Stosur     | 6-4, 6-2         |
| Cincinnati               | María Sharápova     | Jelena Janković     | 4-6, 7-6(3), 6-3 |
| Tokio                    | Agnieszka Radwańska | Vera Zvonareva      | 6-3, 6-2         |
| WTA Premier              |                     |                     |                  |
| Sídney                   | Na Li               | Kim Clijsters       | 7-6(3), 6-3      |
| París                    | Petra Kvitová       | Kim Clijsters       | 6-4, 6-3         |
| Doha                     | Vera Zvonareva      | Caroline Wozniacki  | 6-4, 6-4         |
| Charleston               | Caroline Wozniacki  | Elena Vesnina       | 6-2, 6-3         |
| Stuttgart                | Julia Goerges       | Caroline Wozniacki  | 7-6(3), 6-3      |
| Bruselas                 | Caroline Wozniacki  | Shuai Peng          | 2-6, 6-3, 6-3    |
| Eastbourne               | Marion Bartoli      | Petra Kvitová       | 6-1, 4-6, 7-5    |
| Stanford                 | Serena Williams     | Marion Bartoli      | 7-5, 6-1         |
| San Diego                | Agnieszka Radwańska | Vera Zvonareva      | 6-3, 6-4         |
| New Haven                | Caroline Wozniacki  | Petra Cetkovská     | 6-4, 6-1         |
| Moscú                    | Dominika Cibulková  | Kaia Kanepi         | 3-6, 7-6(1), 7-5 |

### 2010
| Torneo                   | Campeona            | Finalista           | Marcador         |
| ------------------------ | ------------------- | ------------------- | ---------------- |
| Campeonato de Fin de Año |                     |                     |                  |
| WTA Tour Championships   | Kim Clijsters       | Caroline Wozniacki  | 6-3, 5-7, 6-3    |
| WTA Premier Mandatory    |                     |                     |                  |
| Indian Wells             | Jelena Janković     | Caroline Wozniacki  | 6-2, 6-4         |
| Miami                    | Kim Clijsters       | Venus Williams      | 6-2, 6-1         |
| Madrid                   | Aravane Rezaï       | Venus Williams      | 6-2, 7-5         |
| Pekín                    | Caroline Wozniacki  | Vera Zvonareva      | 6-3, 3-6, 6-3    |
| WTA Premier 5            |                     |                     |                  |
| Dubái                    | Venus Williams      | Victoria Azarenka   | 6-3, 7-5         |
| Roma                     | María José Martínez | Jelena Janković     | 7-6(5), 7-5      |
| Cincinnati               | Kim Clijsters       | María Sharápova     | 2-6, 7-6(4), 6-2 |
| Canadá (Montreal)        | Caroline Wozniacki  | Vera Zvonareva      | 6-3, 6-2         |
| Tokio                    | Caroline Wozniacki  | Elena Dementieva    | 1-6, 6-2, 6-3    |
| WTA Premier              |                     |                     |                  |
| Sídney                   | Elena Dementieva    | Serena Williams     | 6-3, 6-2         |
| París                    | Elena Dementieva    | Lucie Šafářová      | 6-7(5), 6-1, 6-4 |
| Charleston               | Samantha Stosur     | Vera Zvonareva      | 6-0, 6-3         |
| Stuttgart                | Justine Henin       | Samantha Stosur     | 6-4, 2-6, 6-1    |
| Varsovia                 | Alexandra Dulgheru  | Jie Zheng           | 6-3, 6-4         |
| Eastbourne               | Ekaterina Makarova  | Victoria Azarenka   | 7-6(5), 6-4      |
| Stanford                 | Victoria Azarenka   | María Sharápova     | 6-4, 6-1         |
| San Diego                | Svetlana Kuznetsova | Agnieszka Radwańska | 6-4, 6-7(7), 6-3 |
| New Haven                | Caroline Wozniacki  | Nadia Petrova       | 6-3, 3-6, 6-3    |
| Moscú                    | Victoria Azarenka   | María Kirilenko     | 6-3, 6-4         |

### 2009
| Torneo                   | Campeona            | Finalista           | Marcador         |
| ------------------------ | ------------------- | ------------------- | ---------------- |
| Campeonato de Fin de Año |                     |                     |                  |
| WTA Tour Championships   | Serena Williams     | Venus Williams      | 6-2, 7-6(4)      |
| WTA Premier Mandatory    |                     |                     |                  |
| Indian Wells             | Vera Zvonareva      | Ana Ivanović        | 7-6(5), 6-2      |
| Miami                    | Victoria Azarenka   | Serena Williams     | 6-3, 6-1         |
| Madrid                   | Dinara Sáfina       | Caroline Wozniacki  | 6-2, 6-4         |
| Pekín                    | Svetlana Kuznetsova | Agnieszka Radwańska | 6-2, 6-4         |
| WTA Premier 5            |                     |                     |                  |
| Dubái                    | Venus Williams      | Virginie Razzano    | 6-4, 6-2         |
| Roma                     | Dinara Sáfina       | Svetlana Kuznetsova | 6-3, 6-2         |
| Cincinnati               | Jelena Janković     | Dinara Sáfina       | 6-4, 6-2         |
| Canadá (Toronto)         | Elena Dementieva    | María Sharápova     | 6-4, 6-3         |
| Tokio                    | María Sharápova     | Jelena Janković     | 5-2, ret.        |
| WTA Premier              |                     |                     |                  |
| Sídney                   | Elena Dementieva    | Dinara Sáfina       | 6-3, 2-6, 6-1    |
| París                    | Amélie Mauresmo     | Elena Dementieva    | 7-6(7), 2-6, 6-4 |
| Charleston               | Sabine Lisicki      | Caroline Wozniacki  | 6-2, 6-4         |
| Stuttgart                | Svetlana Kuznetsova | Dinara Sáfina       | 6-4, 6-3         |
| Varsovia                 | Alexandra Dulgheru  | Alona Bondarenko    | 7-6(3), 3-6, 6-0 |
| Eastbourne               | Caroline Wozniacki  | Virginie Razzano    | 7-6(5), 7-5      |
| Stanford                 | Marion Bartoli      | Venus Williams      | 6-2, 5-7, 6-4    |
| Los Ángeles              | Flavia Pennetta     | Samantha Stosur     | 6-4, 6-3         |
| New Haven                | Caroline Wozniacki  | Elena Vesnina       | 6-2, 6-4         |
| Moscú                    | Francesca Schiavone | Olga Govortsova     | 6-3, 6-0         |

## Campeonas

### Campeonato de Fin de Año
|      | WTA Tour Championships |
| ---- | ---------------------- |
| 2009 | Serena Williams        |
| 2010 | Kim Clijsters          |
| 2011 | Petra Kvitová          |
| 2012 | Serena Williams        |
| 2013 | Serena Williams        |
| 2014 | Serena Williams        |
| 2015 | Agnieszka Radwańska    |
| 2016 | Dominika Cibulková     |
| 2017 | Caroline Wozniacki     |
| 2018 | Elina Svitolina        |
| 2019 | Ashleigh Barty         |

### Premier Mandatory
|      | Indian Wells | Miami       | Madrid      | Pekín       |
| ---- | ------------ | ----------- | ----------- | ----------- |
| 2009 | Zvonareva    | Azarenka    | Sáfina      | Kuznetsova  |
| 2010 | Janković     | Clijsters   | Rezai       | Wozniacki   |
| 2011 | Wozniacki    | Azarenka    | Kvitová     | Radwańska   |
| 2012 | Azarenka     | Radwańska   | S. Williams | Azarenka    |
| 2013 | Sharápova    | S. Williams | S. Williams | S. Williams |
| 2014 | Pennetta     | S. Williams | Sharápova   | Sharápova   |
| 2015 | Halep        | S. Williams | Kvitová     | Muguruza    |
| 2016 | Azarenka     | Azarenka    | Halep       | Radwańska   |
| 2017 | Vesnina      | Konta       | Halep       | Garcia      |
| 2018 | Osaka        | Stephens    | Kvitová     | Wozniacki   |
| 2019 | Andreescu    | Barty       | Bertens     | Osaka       |
| 2020 | —            | —           | —           | —           |

### Premier 5
|      | Dubái       | Doha      | Roma        | Canadá      | Cincinnati  | Tokio     | Wuhan       |
| ---- | ----------- | --------- | ----------- | ----------- | ----------- | --------- | ----------- |
| 2009 | V. Williams | —         | Sáfina      | Dementieva  | Janković    | Sharápova | —           |
| 2010 | V. Williams | —         | Martínez    | Wozniacki   | Clijsters   | Wozniacki | —           |
| 2011 | Wozniacki   | —         | Sharápova   | S. Williams | Sharápova   | Radwańska | —           |
| 2012 | —           | Azarenka  | Sharápova   | Kvitová     | Li          | Petrova   | —           |
| 2013 | —           | Azarenka  | S. Williams | S. Williams | Azarenka    | Kvitová   | —           |
| 2014 | —           | Halep     | S. Williams | Radwańska   | S. Williams | —         | Kvitová     |
| 2015 | Halep       | —         | Sharápova   | Bencic      | S. Williams | —         | V. Williams |
| 2016 | —           | Suárez    | S. Williams | Halep       | Plíšková    | —         | Kvitová     |
| 2017 | Svitolina   | —         | Svitolina   | Svitolina   | Muguruza    | —         | Garcia      |
| 2018 | —           | Kvitová   | Svitolina   | Halep       | Bertens     | —         | Sabalenka   |
| 2019 | Bencic      | —         | Plíšková    | Andreescu   | Keys        | —         | Sabalenka   |
| 2020 | —           | Sabalenka | Halep       | —           | Azarenka    | —         | —           |

### Premier
|      | Brisbane    | Sídney     | Adelaida | París          | Amberes  | San Petersburgo | Doha      | Dubái       | Charleston  | Stuttgart  | Varsovia | Bruselas  | Birmingham | Eastbourne | San José    | Los Ángeles | San Diego  | New Haven | Zhengzhou | Tokio     | Ostrava   | Moscú          |
| ---- | ----------- | ---------- | -------- | -------------- | -------- | --------------- | --------- | ----------- | ----------- | ---------- | -------- | --------- | ---------- | ---------- | ----------- | ----------- | ---------- | --------- | --------- | --------- | --------- | -------------- |
| 2009 | —           | Dementieva | —        | Mauresmo       | —        | —               | —         | —           | Lisicki     | Kuznetsova | Dulgheru | —         | —          | Wozniacki  | Bartoli     | Pennetta    | —          | Wozniacki | —         | —         | —         | Schiavone      |
| 2010 | —           | Dementieva | —        | Dementieva     | —        | —               | —         | —           | Stosur      | Henin      | Dulgheru | —         | —          | Makarova   | Azarenka    | —           | Kuznetsova | Wozniacki | —         | —         | —         | Azarenka       |
| 2011 | —           | Li         | —        | Kvitová        | —        | —               | Zvonareva | —           | Wozniacki   | Goerges    | —        | Wozniacki | —          | Bartoli    | S. Williams | —           | Radwańska  | Wozniacki | —         | —         | —         | Cibulková      |
| 2012 | Kanepi      | Azarenka   | —        | Kerber         | —        | —               | —         | Radwańska   | S. Williams | Sharápova  | —        | Radwańska | —          | Paszek     | S. Williams | —           | Cibulková  | Kvitová   | —         | —         | —         | Wozniacki      |
| 2013 | S. Williams | Radwańska  | —        | Barthel        | —        | —               | —         | Kvitová     | S. Williams | Sharápova  | —        | Kanepi    | —          | Vesnina    | Cibulková   | —           | Stosur     | Halep     | —         | —         | —         | Halep          |
| 2014 | S. Williams | Pironkova  | —        | Pavlyuchenkova | —        | —               | —         | V. Williams | Petković    | Sharápova  | —        | —         | Ivanović   | Keys       | S. Williams | —           | —          | Kvitová   | —         | Ivanović  | —         | Pavlyuchenkova |
| 2015 | Sharápova   | Kvitová    | —        | —              | Petković | —               | Šafářová  | —           | Kerber      | Kerber     | —        | —         | Kerber     | Bencic     | Kerber      | —           | —          | Kvitová   | —         | Radwańska | —         | Kuznetsova     |
| 2016 | Azarenka    | Kuznetsova | —        | —              | —        | Vinci           | —         | Errani      | Stephens    | Kerber     | —        | —         | Keys       | Cibulková  | Konta       | —           | —          | Radwańska | —         | Wozniacki | —         | Kuznetsova     |
| 2017 | Plíšková    | Konta      | —        | —              | —        | Mladenovic      | Plíšková  | —           | Kasátkina   | Siegemund  | —        | —         | Kvitová    | Plíšková   | Keys        | —           | —          | Gavrilova | —         | Wozniacki | —         | Goerges        |
| 2018 | Svitolina   | Kerber     | —        | —              | —        | Kvitová         | —         | Svitolina   | Bertens     | Plíšková   | —        | —         | Kvitová    | Wozniacki  | Buzărnescu  | —           | —          | Sabalenka | —         | Plíšková  | —         | Kasátkina      |
| 2019 | Plíšková    | Kvitová    | —        | —              | —        | Bertens         | Mertens   | —           | Keys        | Kvitová    | —        | —         | Barty      | Plíšková   | Zheng       | —           | —          | —         | Plíšková  | Osaka     | —         | Bencic         |
| 2020 | Plíšková    | —          | Barty    | —              | —        | Bertens         | —         | Halep       | —           | —          | —        | —         | —          | —          | —           | —           | —          | —         | —         | —         | Sabalenka | —              |

## Títulos WTA Premier
Estas presentan el número de títulos WTA Premier ganados por cada una de las jugadoras y por cada país desde 2009.

### Títulos ganados por jugadora
| Total | Jugadora                 | WTC | PM | P5 | P |
| ----- | ------------------------ | --- | -- | -- | - |
| 24    | Serena Williams          | ●   | ●  | ●  | ● |
| 20    | Petra Kvitová            | ●   | ●  | ●  | ● |
| 17    | Caroline Wozniacki       | ●   | ●  | ●  | ● |
| 14    | Victoria Azarenka        |     | ●  | ●  | ● |
| 12    | Agnieszka Radwańska      | ●   | ●  | ●  | ● |
| 12    | María Sharápova          |     | ●  | ●  | ● |
| 11    | Simona Halep             |     | ●  | ●  | ● |
| 11    | Karolína Plíšková        |     |    | ●  | ● |
| 7     | Elina Svitolina          | ●   |    | ●  | ● |
| 7     | Angelique Kerber         |     |    |    | ● |
| 6     | Svetlana Kuznetsova      |     | ●  |    | ● |
| 5     | Dominika Cibulková       | ●   |    |    | ● |
| 5     | Kiki Bertens             |     | ●  | ●  | ● |
| 5     | Aryna Sabalenka          |     |    | ●  | ● |
| 5     | Madison Keys             |     |    | ●  | ● |
| 4     | Ashleigh Barty           | ●   | ●  |    | ● |
| 4     | Venus Williams           |     |    | ●  | ● |
| 4     | Belinda Bencic           |     |    | ●  | ● |
| 4     | Elena Dementieva         |     |    | ●  | ● |
| 3     | Kim Clijsters            | ●   | ●  | ●  |   |
| 3     | Naomi Osaka              |     | ●  |    | ● |
| 3     | Johanna Konta            |     | ●  |    | ● |
| 2     | Bianca Andreescu         |     | ●  | ●  |   |
| 2     | Caroline Garcia          |     | ●  | ●  |   |
| 2     | Jelena Janković          |     | ●  | ●  |   |
| 2     | Garbiñe Muguruza         |     | ●  | ●  |   |
| 2     | Dinara Sáfina            |     | ●  | ●  |   |
| 2     | Flavia Pennetta          |     | ●  |    | ● |
| 2     | Sloane Stephens          |     | ●  |    | ● |
| 2     | Elena Vesnina            |     | ●  |    | ● |
| 2     | Vera Zvonareva           |     | ●  |    | ● |
| 2     | Na Li                    |     |    | ●  | ● |
| 2     | Marion Bartoli           |     |    |    | ● |
| 2     | Alexandra Dulgheru       |     |    |    | ● |
| 2     | Julia Goerges            |     |    |    | ● |
| 2     | Ana Ivanović             |     |    |    | ● |
| 2     | Kaia Kanepi              |     |    |    | ● |
| 2     | Daria Kasátkina          |     |    |    | ● |
| 2     | Anastasia Pavlyuchenkova |     |    |    | ● |
| 2     | Andrea Petković          |     |    |    | ● |
| 2     | Samantha Stosur          |     |    |    | ● |
| 1     | Aravane Rezai            |     | ●  |    |   |
| 1     | María José Martínez      |     |    | ●  |   |
| 1     | Nadia Petrova            |     |    | ●  |   |
| 1     | Carla Suárez             |     |    | ●  |   |
| 1     | Mona Barthel             |     |    |    | ● |
| 1     | Mihaela Buzărnescu       |     |    |    | ● |
| 1     | Sara Errani              |     |    |    | ● |
| 1     | Justine Henin            |     |    |    | ● |
| 1     | Daria Gavrilova          |     |    |    | ● |
| 1     | Sabine Lisicki           |     |    |    | ● |
| 1     | Ekaterina Makarova       |     |    |    | ● |
| 1     | Amélie Mauresmo          |     |    |    | ● |
| 1     | Elise Mertens            |     |    |    | ● |
| 1     | Kristina Mladenovic      |     |    |    | ● |
| 1     | Tamira Paszek            |     |    |    | ● |
| 1     | Tsvetana Pironkova       |     |    |    | ● |
| 1     | Lucie Šafářová           |     |    |    | ● |
| 1     | Francesca Schiavone      |     |    |    | ● |
| 1     | Laura Siegemund          |     |    |    | ● |
| 1     | Roberta Vinci            |     |    |    | ● |
| 1     | Saisai Zheng             |     |    |    | ● |

Las jugadoras se encuentran ordenadas por:

1) Número total de títulos,

2) Más alta categoría de un título respecto al otro (por ejemplo, tener un WTA Tour Championships tiene preferencia sobre cualquier otra combinación sin un título WTC), 

3) Orden alfabético.

### Títulos ganados por país
| Total | País            | WTC | PM | P5 | P |
| ----- | --------------- | --- | -- | -- | - |
| 35    | Estados Unidos  | ●   | ●  | ●  | ● |
| 34    | Rusia           |     | ●  | ●  | ● |
| 32    | República Checa | ●   | ●  | ●  | ● |
| 19    | Bielorrusia     |     | ●  | ●  | ● |
| 17    | Dinamarca       | ●   | ●  | ●  | ● |
| 14    | Rumania         |     | ●  | ●  | ● |
| 14    | Alemania        |     |    |    | ● |
| 12    | Polonia         | ●   | ●  | ●  | ● |
| 7     | Australia       | ●   | ●  |    | ● |
| 7     | Ucrania         | ●   |    | ●  | ● |
| 7     | Francia         |     | ●  | ●  | ● |
| 5     | Bélgica         | ●   | ●  | ●  | ● |
| 5     | Eslovaquia      | ●   |    |    | ● |
| 5     | Países Bajos    |     | ●  | ●  | ● |
| 5     | Italia          |     | ●  |    | ● |
| 4     | España          |     | ●  | ●  |   |
| 4     | Serbia          |     | ●  | ●  | ● |
| 4     | Suiza           |     |    | ●  | ● |
| 3     | Japón           |     | ●  |    | ● |
| 3     | Reino Unido     |     | ●  |    | ● |
| 3     | China           |     |    | ●  | ● |
| 2     | Canadá          |     | ●  | ●  |   |
| 2     | Estonia         |     |    |    | ● |
| 1     | Austria         |     |    |    | ● |
| 1     | Bulgaria        |     |    |    | ● |

Los países se encuentran ordenadas por:

1) Número total de títulos,

2) Más alta categoría de un título respecto al otro (por ejemplo, tener un WTA Tour Championships tiene preferencia sobre cualquier otra combinación sin un título WTC), 

3) Orden alfabético.